# Lifehouse
Lifehouse é uma banda americana de rock que obteve notoriedade em 2000 com o hit "Hanging by a Moment" que atingiu o #2 na parada mais importante do mundo, a Billboard Hot 100, música de seu primeiro álbum No Name Face.
Em 2005, conseguiram uma das músicas de maior sucesso dos anos 2000, You and Me, de seu 3º álbum intitulado de Lifehouse; alcançou o #5 na Billboard Hot 100 e permaneceu na parada por 66 semanas, sendo um recorde de permanência.

## História
A banda lançou o primeiro álbum em 1999, chamado Diff's Lucky Day, porém com o nome Blyss. Por motivos de direitos autorais mudaram seu nome e desde então a banda começou a se chamar Lifehouse. Nessa mudança Jon foi substituído por Rick e mais tarde seu irmão também faria parte da banda.
Lançaram então seu primeiro álbum oficial em 31 de outubro de 2000, intitulado No Name Face, que fez sucesso imediato com as canções "Hanging by a Moment" e "Everything". Em 2001 a banda começou a fazer sucesso graças a série Smallville, a canção "Everything" tocou no final do episódio piloto, assistido por mais de oito milhões de norte-americanos, e várias outras fizeram parte da trilha sonora do seriado. A banda chegou a participar de dois episódios, na terceira e quarta temporadas, e recentemente no episódio 4 da décima temporada. Em 17 de setembro de 2002, com contrato com a Universal e a DreamWorks lançaram Stanley Climbfall, que também teve sucesso imediato ficando durante semanas no topo da Billboard.
Após três anos Sergio e Sean deixaram a banda por motivos pessoais e por diferenças musicais e Bryce ocupou-se do lugar do Sergio. Em 22 de março de 2005 lançaram, pela gravadora Geffen, seu terceiro álbum auto intitulado, com o single "You and Me", que também foi um sucesso imediato. Nesse mesmo ano lançaram seu primeiro DVD: Everything.
Em 22 de março de 2005 lançaram, pela gravadora Geffen, seu terceiro álbum auto-intitulado, com o single "You and Me", que também foi um sucesso imediato, ficando por 62 semanas na lista americana Billboard Hot 100.  A canção fez parte da trilha sonora do seriado Smallville e a banda participou do episódio "Spirit", onde tocou três músicas ("Come Back Down", "Blind" e "Undone"). "You and Me" também esteve na trilha sonora de outros seriados de sucesso, como Cold Case, Everwood, Medium e Grey's Anatomy. Nesse mesmo ano, eles lançaram seu primeiro DVD: Everything.
Em 2007, eles lançaram seu quarto álbum, Who We Are, de onde saiu o single "First Time", que estreou em 48º na Billboard Hot 100. O segundo single que saiu se chama "Whatever It Takes", mas foi no terceiro que o Lifehouse voltou às séries de sucesso. "Broken" esteve em Grey's Anatomy,  One Tree Hill, The Hill, entre outros, além do filme  "Para Sempre".
O CD Smoke & Mirrors saiu no final de 2009 e o primeiro single foi o da música "Halfway Gone", cujo videoclipe ficou entre os mais pedidos no canal musical VH1, no Top 20. O single "From Where You Are" também é deste trabalho, que estreou na sexta posição da Billboard 200, vendendo 54.203 cópias na semana do lançamento.
Em 2012, a banda lançou o single "Between the Raindrops" com participação da cantora Natasha Bedingfield. Este foi o primeiro single do sexto disco da carreira deles.
O álbum Almería foi lançado oficialmente em 11 de dezembro de 2012 nos Estados Unidos.[carece de fontes?]

## Discografia
Álbuns de estúdio
- 2000: No Name Face
- 2002: Stanley Climbfall
- 2005: Lifehouse
- 2007: Who We Are
- 2010: Smoke and Mirrors
- 2012: Almería
- 2015: Out of the Wasteland

EP
- 1999: Diff's Lucky Day
- 2005: Live Session EP
- 2010: Halfway Gone Remixes

DVD
- 2005: Everything

Singles
- 2001: "Hanging by a Moment"
- 2001: "Sick Cycle Carousel"
- 2002: "Breathing"
- 2002: "Spin"
- 2003: "Take Me Away"
- 2005: "You and Me"
- 2005: "Blind"
- 2007: "First Time"
- 2007: "Whatever It Takes"
- 2008: "Broken"
- 2009: "Halfway Gone"
- 2010: "All In"
- 2011: "Falling In"
- 2012: "Between the Raindrops"
- 2014: "Flight"
- 2015: "Hurricane"